# Jurij Dmytrenko
Jurij Wolodymyrowytsch Dmytrenko (ukrainisch Юрій Володимирович Дмитренко, engl. Transkription Yuriy Dmytrenko; * 14. Juni 1968 in Rohan) ist ein ehemaliger ukrainischer Biathlet, der in drei verschiedenen Biathlon-Varianten für die Nationalmannschaften seines Verbandes antrat.

## Leben
Jurij Dmytrenko bestritt für die Ukraine startend seine ersten und letzten Rennen im Biathlon-Weltcup zum Auftakt der 1995/96 in Östersund, wo er 78. des Einzels und 94. des Sprints wurde. Bei den Sommerbiathlon-Weltmeisterschaften 1998 in Osrblie gewann er mit Mychajlo Syson, Oleksandr Bilanenko und Wjatscheslaw Derkatsch im Staffelrennen hinter der russischen und vor der polnischen Vertretung die Silbermedaille. Im Sprint verpasste er gegen den Drittplatzierten Oleg Rudenko als Vierter um nur 0,2 Sekunden eine weitere Medaille. Im Verfolgungsrennen wurde er Vierter. Auch an den Bogenbiathlon-Weltmeisterschaften 1999 in Bessans nahm er erfolgreich teil und gewann hinter Emmanuel Jeannerod und Daniele Conte im Einzel die Bronzemedaille. Mit Wladyslaw Luschtschyk und Oleksandr Usmkalenko gewann Dimitrenko im Staffelrennen zudem die Silbermedaille hinter den Italienern und vor Frankreich. 2001 gewann er in Kubalonka im Verfolgungsrennen hinter Alberto Peracino und vor Andrei Markow die Silbermedaille bei den Bogenbiathlon-Weltmeisterschaften, 2003 in Krün mit Wolodymyr Ossadtschyj, Roman Schowkun und Serhij Mychajlenko hinter Russland im Staffelrennen.

## Biathlon-Weltcup-Platzierungen
Die Tabelle zeigt alle Platzierungen (je nach Austragungsjahr einschließlich Olympische Spiele und Weltmeisterschaften).
- 1.–3. Platz: Anzahl der Podiumsplatzierungen
- Top 10: Anzahl der Platzierungen unter den ersten zehn (einschließlich Podium)
- Punkteränge: Anzahl der Platzierungen innerhalb der Punkteränge (einschließlich Podium und Top 10)
- Starts: Anzahl gelaufener Rennen in der jeweiligen Disziplin

| Platzierung         | Einzel | Sprint | Verfolgung | Massenstart | Team | Staffel | Gesamt |
| ------------------- | ------ | ------ | ---------- | ----------- | ---- | ------- | ------ |
| 1. Platz            |        |        |            |             |      |         |        |
| 2. Platz            |        |        |            |             |      |         |        |
| 3. Platz            |        |        |            |             |      |         |        |
| Top 10              |        |        |            |             |      |         |        |
| Punkteränge         |        |        |            |             |      |         |        |
| Starts              | 1      | 1      |            |             |      |         | 2      |
| Stand: Karriereende |        |        |            |             |      |         |        |